# 神の倉
神の倉（かみのくら）は、愛知県名古屋市緑区の町名。現行行政地名は神の倉一丁目から神の倉四丁目。住居表示未実施。

## 地理
名古屋市緑区北東部に位置し、東は赤松および東神の倉一・三丁目、西は鳴海町（字神ノ倉）・西神の倉二丁目・熊の前二丁目、南は兵庫一丁目・藤塚一〜二丁目、北は天白区平針南四丁目に接する。

## 歴史

### 町名の由来
鳴海町字神ノ倉（かんのくら）による。「神」とは当地周辺に存在する熊野神社（現・熊の前二丁目）のことを指し、熊野神社の所在する山を「神ノ倉」と称したことに由来するという。

### 沿革
- 1976年（昭和51年）2月8日 - 緑区鳴海町の一部より、同区神の倉一～四丁目が成立[1]。
- 2002年（平成14年）8月24日 - 四丁目の一部が兵庫一丁目となる[9]。
- 2004年（平成16年）10月9日 - 鳴海町（字神ノ倉）の一部を一～二丁目へ編入[10]。
- 2006年（平成18年）11月18日 - 鳴海町（字赤松・神ノ倉）の一部を二～三丁目へ編入[11]。
- 2017年（平成29年）11月11日 - 鳴海町（字赤松・神ノ倉）の一部を四丁目へ編入[12]。

## 世帯数と人口
2019年（平成31年）3月1日現在の世帯数と人口は以下の通りである。
| 丁目         | 世帯数    | 人口    |
| ------------ | --------- | ------- |
| 神の倉一丁目 | 379世帯   | 992人   |
| 神の倉二丁目 | 497世帯   | 1,406人 |
| 神の倉三丁目 | 184世帯   | 471人   |
| 神の倉四丁目 | 363世帯   | 926人   |
| 計           | 1,423世帯 | 3,795人 |

### 人口の変遷
国勢調査による人口の推移
| 1995年（平成7年）  | 1,915人 | [ 13 ] |  |
| 2000年（平成12年） | 2,069人 | [ 14 ] |  |
| 2005年（平成17年） | 2,464人 | [ 15 ] |  |
| 2010年（平成22年） | 3,339人 | [ 16 ] |  |
| 2015年（平成27年） | 3,436人 | [ 17 ] |  |

## 学区
市立小・中学校に通う場合、学校等は以下の通りとなる。また、公立高等学校に通う場合の学区は以下の通りとなる。
| 丁目         | 番・番地等 | 小学校                 | 中学校                 | 高等学校 |
| ------------ | ---------- | ---------------------- | ---------------------- | -------- |
| 神の倉一丁目 | 全域       | 名古屋市立神の倉小学校 | 名古屋市立神の倉中学校 | 尾張学区 |
| 神の倉二丁目 | 全域       | 名古屋市立神の倉小学校 | 名古屋市立神の倉中学校 | 尾張学区 |
| 神の倉三丁目 | 全域       | 名古屋市立神の倉小学校 | 名古屋市立神の倉中学校 | 尾張学区 |
| 神の倉四丁目 | 全域       | 名古屋市立神の倉小学校 | 名古屋市立神の倉中学校 | 尾張学区 |

## 施設
- 名古屋市立神の倉小学校
- 名古屋市立神の倉幼稚園

## 交通
- 愛知県道36号諸輪名古屋線

## その他

### 日本郵便
- 郵便番号 : 458-0812[4]（集配局：緑郵便局[20]）。